# Ia Mlăh
Ia Mlăh là một xã thuộc huyện Krông Pa, tỉnh Gia Lai, Việt Nam.
Xã Ia Mlăh có diện tích 109,25 km², dân số năm 1999 là 2.386 người, mật độ dân số đạt 22 người/km².